# Dorfkirche Zechlinerhütte

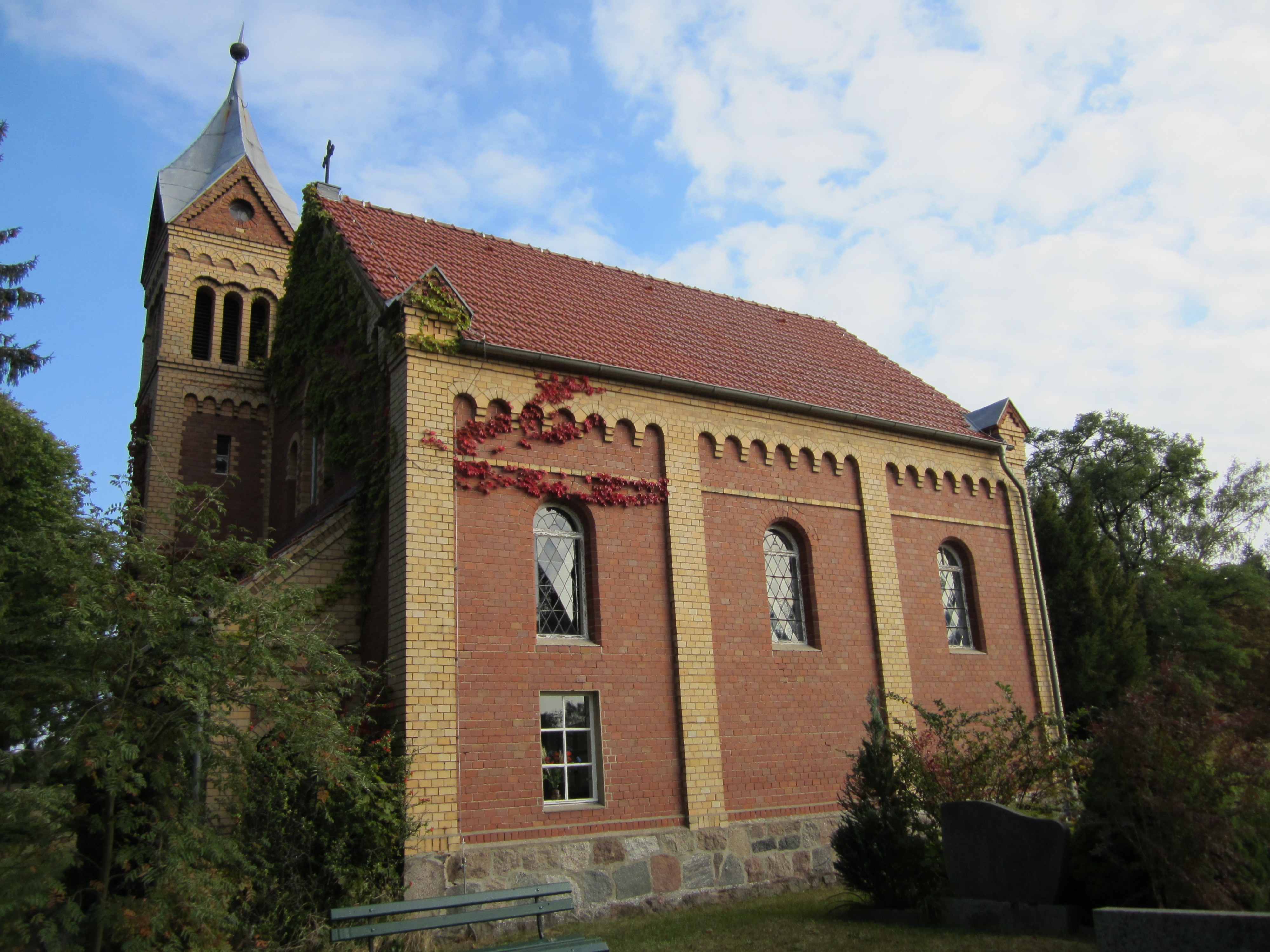
Dorfkirche Zechlinerhütte

Die evangelische Dorfkirche Zechlinerhütte ist eine Saalkirche in Zechlinerhütte, einem Ortsteil der Stadt Rheinsberg im brandenburgischen Landkreis Ostprignitz-Ruppin. Die Kirchengemeinde gehört dem Pfarrbereich Zühlen-Zechliner Land im Kirchenkreis Wittstock-Ruppin der Evangelischen Kirche Berlin-Brandenburg-schlesische Oberlausitz an. Das Gebäude steht unter Denkmalschutz.

## Lage und Geschichte
Die Dorfkirche wurde außerhalb des Ortskerns errichtet und befindet sich am nordöstlichen Rand des Orts an der Neustrelitzer Straße (Bundesstraße 122). Der Friedhof schließt nördlich der Kirche an. Auf dem Friedhof befindet sich die Grabstätte der Familie Wegener mit einer Gedenktafel für Alfred Wegener. Zechlinerhütte war 1775 eine Tochtergemeinde von Dorf Zechlin und von 1911 bis 1997 Mutterkirche mit den Tochterkirchen Groß- und Kleinzerlang. 1860 wurden Reiherholz und Wolfsbruch in die Kirche eingegliedert, vor 1935 Prebelow. Das Patronatsrecht hatte der Fiskus inne.
Vor dem Bau der bestehenden Kirche fanden die Gottesdienste im sogenannten Betsaal über der Glashütte statt. Eine Frau namens Leutnant Riedel spendete Geld für den Bau einer neuen Kirche. 1878 erklärte sich die verwitwete Kommerzienrätin Emilie Rohrbeck aus Berlin bereit, ihr angrenzendes Ackerland als Bauland zur Verfügung zu stellen. Der Bau wurde von 1880 bis 1881 nach Plänen des Baumeisters Müller aus Rheinsberg durch den Rheinsberger Maurermeister A. Seifert ausgeführt. Die Einweihung fand am 20. Mai 1881 statt. Eine Renovierung erfolgte 1962.

## Baubeschreibung
Die neoromanische Saalkirche besteht aus einem Sichtziegelbau auf einem Feldsteinsockel. Die Ziegel stammen aus Siegersdorf; darauf deuten Ziegelstempel hin. Die roten Ziegelflächen sind mit einer kontrastierenden gelb abgesetzten Lisenengliederung und abgetreppten Konsolen versehen; die Fugen sind mit gelb durchgefärbtem Mörtel gefüllt. An der Ostseite befindet sich eine halbrunde eingezogene Apsis, und zwischen den Lisenen an den Längsseiten befinden sich je drei Rundbogenfenster und an der Apsis fünf Rundbogenfenster. An der Nordwestecke befindet sich ein zierlicher, im Verhältnis zum Schiff kleiner Turm mit Schallöffnungen, die vierseitig als Drillingsbögen ausgebildet sind. An der Westseite befindet sich ein Eingangsvorbau mit Pultdach, dessen Rundbögen 1962 geschlossen wurden. Das Satteldach ist mit Falzziegeln gedeckt. 
Die Eingangstür aus Eichenholz stammt aus der Bauzeit. Im Inneren befindet sich ein Ziegelboden. Unter der Westempore befindet sich eine Winterkirche. Das Gestühl ist in zwei Blöcken angeordnet. Der Altartisch und die halbrunde Kanzel, die aus Ziegeln gemauert sind, wurden wahrscheinlich während der Renovierung im Jahr 1962 installiert. Der Turm beherbergt auch eine gusseiserne Wendeltreppe von Naucke aus Neuruppin. Die Taufe besteht aus einem zweiteiligen Tonzylinder mit bandförmigen Ritzungen und dem Monogramm CR im Boden. Die Orgel wurde 1984 von Ulrich Fahlberg (Eberswalder Orgelbauwerkstatt) gebaut. Sie stammt ursprünglich aus der Dorfkirche Drense und wurde 1990 in die Dorfkirche Zechlinerhütte umgesetzt. Die Glocke, ein Geschenk der Brandenburgischen Provinzialsynode, wurde 1882 von der Glocken- und Kunstgießerei Jauck in Leipzig aus Bronze gegossen und steht heute gesondert unter Denkmalschutz.